# Het Woud (waterschap)
Het Woud was een waterschap in de Nederlandse provincie Noord-Brabant. Landeigenaren in de gemeenten Den Dungen, Berlicum en Sint-Michielsgestel ondervonden als gevolg van overstromingen veel schade en dienden daarop een verzoek bij de provincie in om een waterschap op te richten. Op 11 juli 1883 werd bij besluit van Provinciale Staten waterschap Het Woud opgericht. De belangrijkste waterlopen in het waterschap waren: de Den Dungense loop, de Kwalbeek en de Woudse loop.
Begin jaren dertig werd waterschap Het Woud betrokken in een onderzoek van de ‘Commissie tot bestudeering van de wenschelijkheid van opheffing der in het waterschapsgebied gelegen kleinere waterschappen’ van waterschap Het Stroomgebied van de Aa. Pas in 1959 werd waterschap Het Woud onderdeel van het grotere waterschap Het Stroomgebied van de Aa, dat op zijn beurt in 2004 opging in het waterschap Aa en Maas.